# Pangulah Selatan
Pangulah Selatan is een bestuurslaag in het regentschap Karawang van de provincie West-Java, Indonesië. Pangulah Selatan telt 13.041 inwoners (volkstelling 2010).